# Зніт війчастий
Зніт війчастий (Epilobium ciliatum) — вид трав'янистих рослин родини онагрові (Onagraceae), поширений в Азії, Північній та Південній Америці, неофіт Європи. Етимологія: лат. ciliatum — бахромований волосками.

## Морфологічна характеристика
Це багаторічні трав'янисті рослини. Листки, стебла і суцвіття покриті щетинистими волосками і залозками. Стебла (10)25–90(150) см заввишки, добре розгалужені або рідко бувають простими, щетинисті, нижні частини голі, верхні частини з залозистими волосками, часто червонуваті. Листки в прикореневій розетці, протилежні на стеблі (у суцвітті чергуються), сидячі вище, нижні з черешками 1–3 мм. Пластини яйцеподібні, з круглими основами, із зубчастими краями, голі, яскраво-зелені; стеблові пластини від ланцетних до вузько яйцеподібних, 2.5–6(7) × 0.6–1.5(2) см. Суцвіття і квіти підняті. Суцвіття — недбалі, листяні китиці. Квіти: віночки звичайні, білі (часто світло-червонуваті), довжиною 3–4 мм; пелюсток 4, із зубчастими кінчиками, завдовжки 3.5–5(7) мм; чашолистків 4, 2.4–3.5 мм; тичинок 8. Плоди — трубчасті, 4-клапанні, 5–8 см завдовжки капсули; квітконіжки 0.5–0.8(1.4) см. Насіння гострокінцеве, коричневе, 0.8–1.2 мм.
Квітує з липня по серпень(вересень).

## Поширення
Азія (Китай, Японія, Корея, Росія); Північна Америка (Мексика, США, Канада, Ґренландія); Південна Америка (Гватемала, Аргентина, Чилі). Вид натуралізований в Європі, Австралії та Новій Зеландії. Населяє сади, двори, клумби, береги, канави, узбіччя, лісосіки, пустирі. Зростає на вологих, багатих поживними речовинами ґрунтах.

## Використання
Вид використовується деякими корінними жителями Північної Америки для лікування болю в ногах, де його застосовують у вигляді примочок і припарок з коренів для м’язових судом. Для лікування діареї застосовують також настій коренів. 

## Галерея

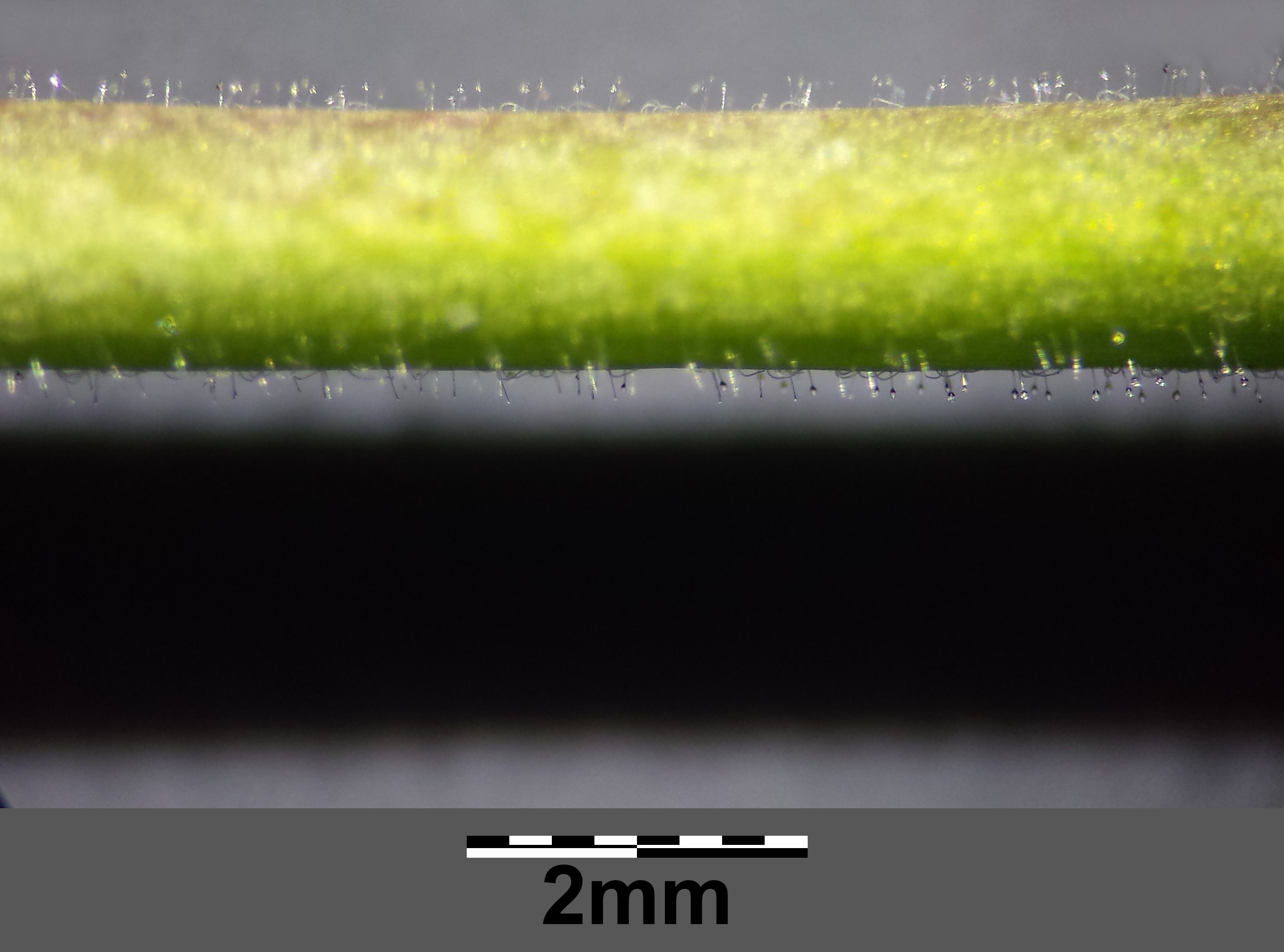
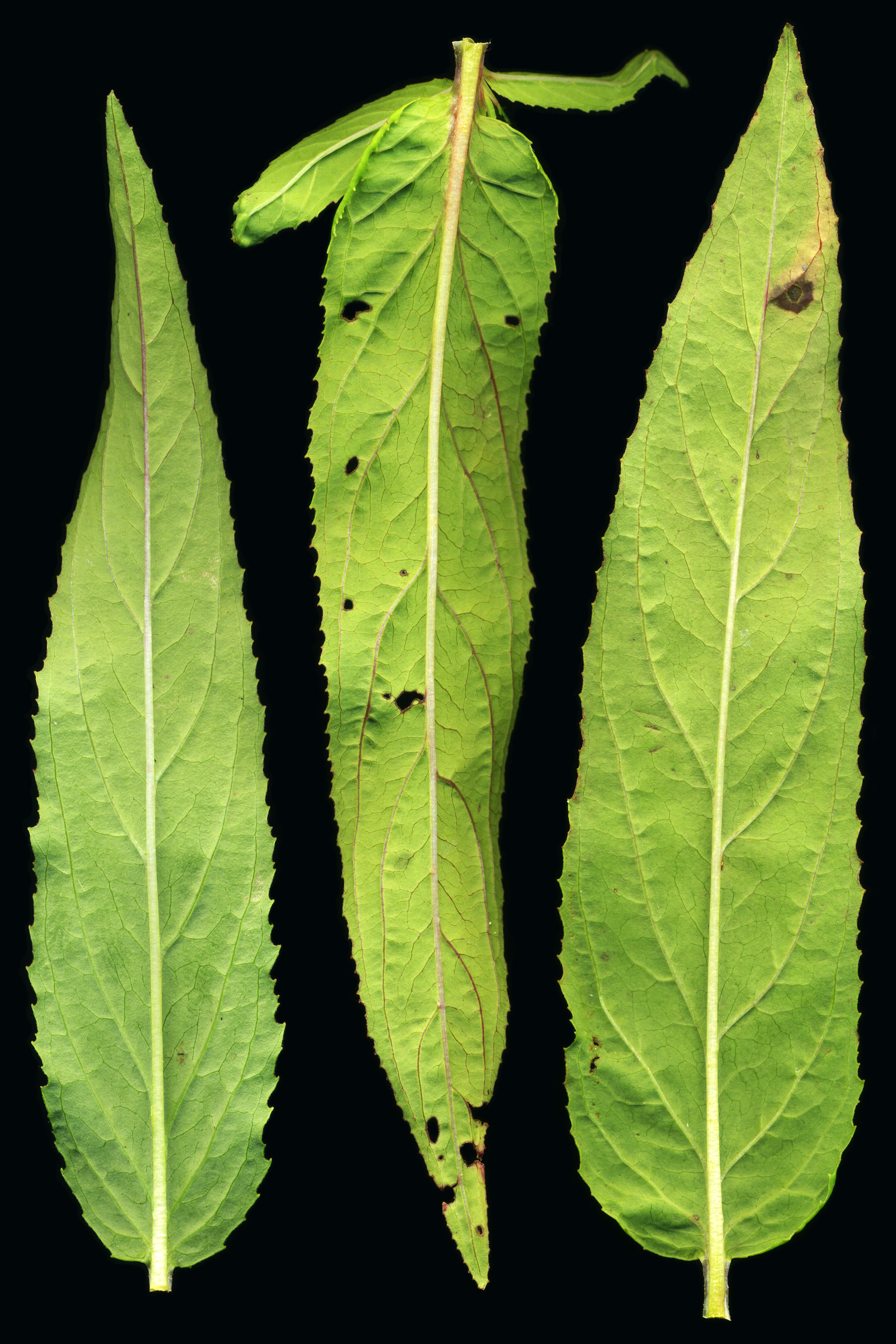
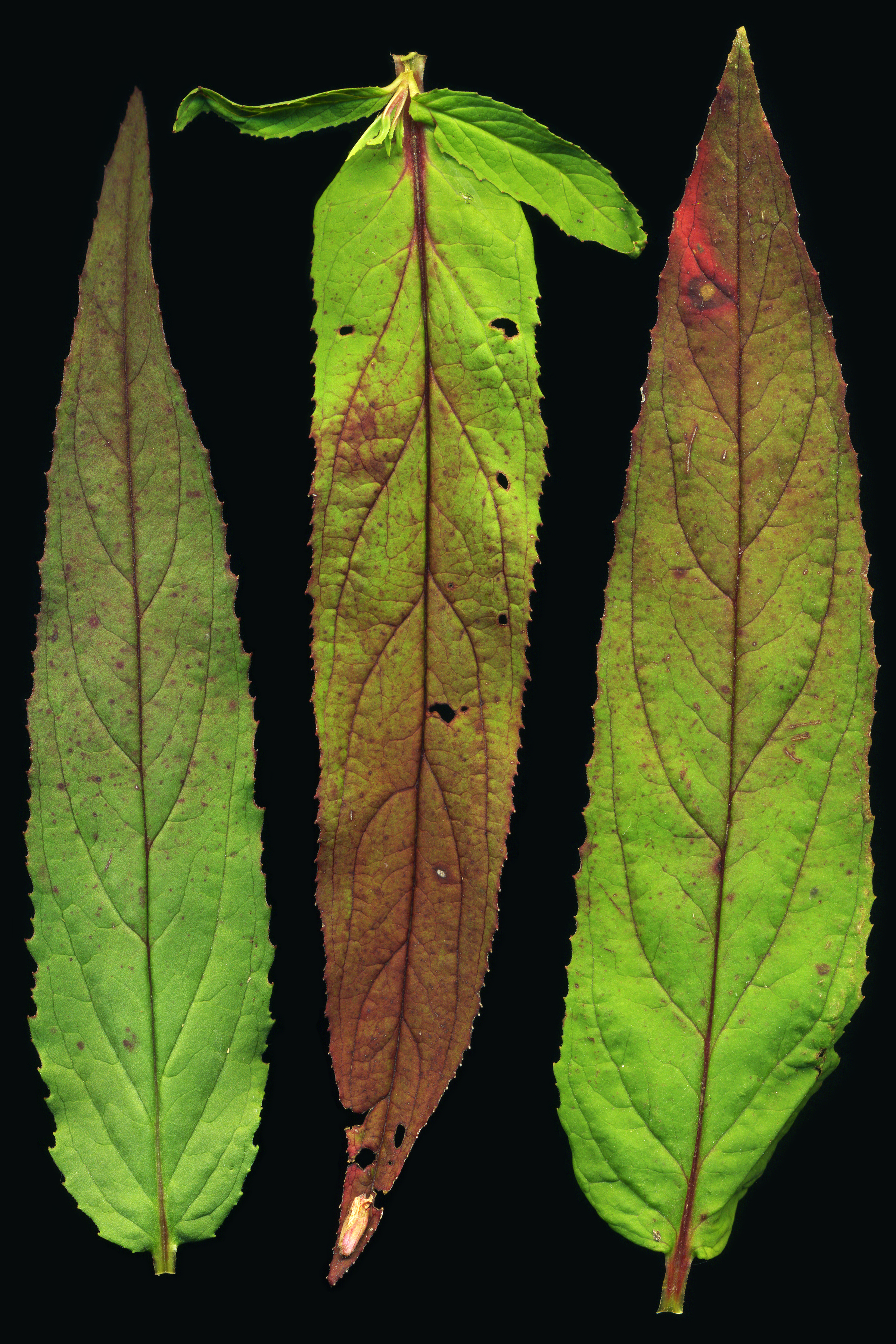
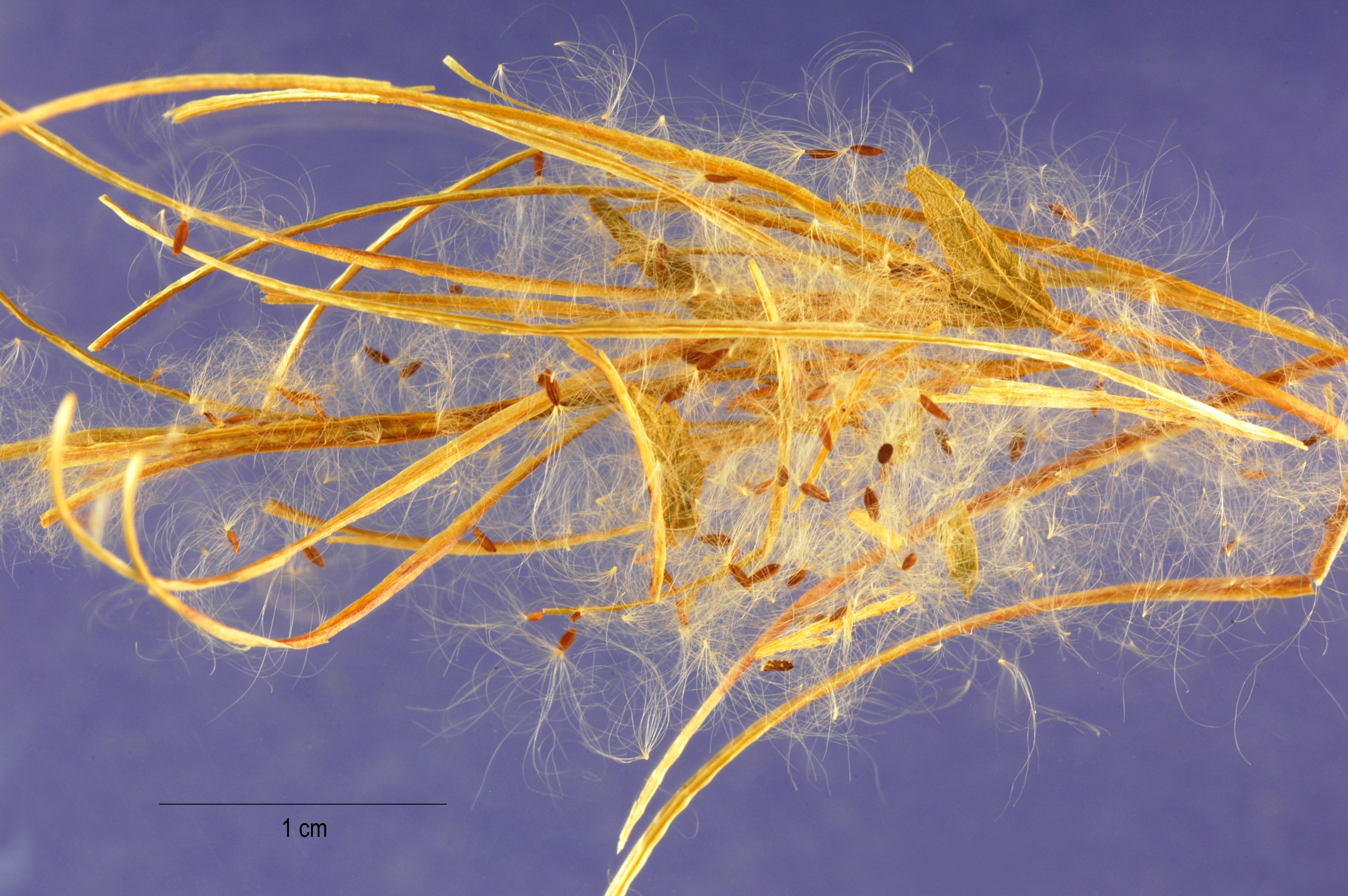
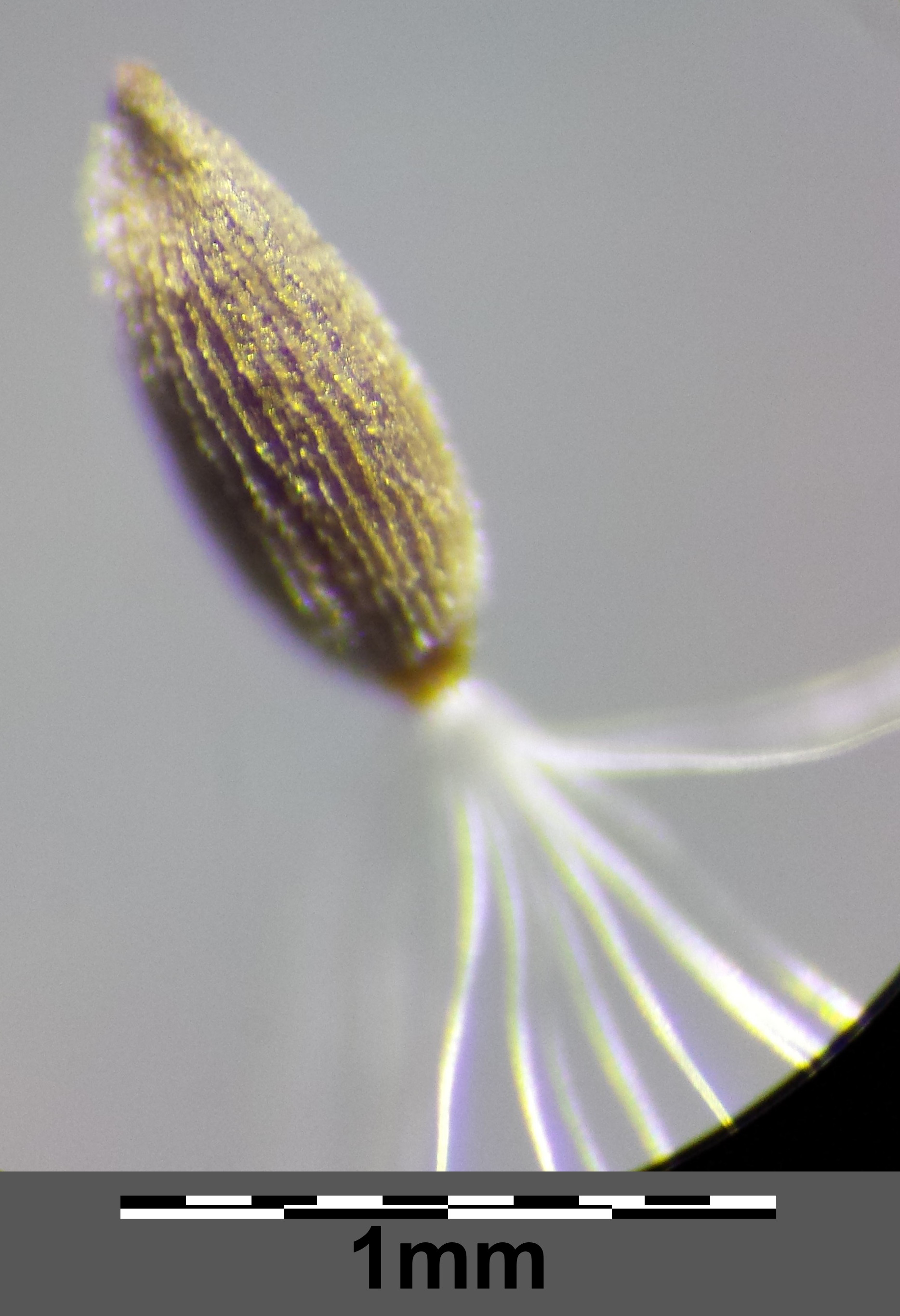
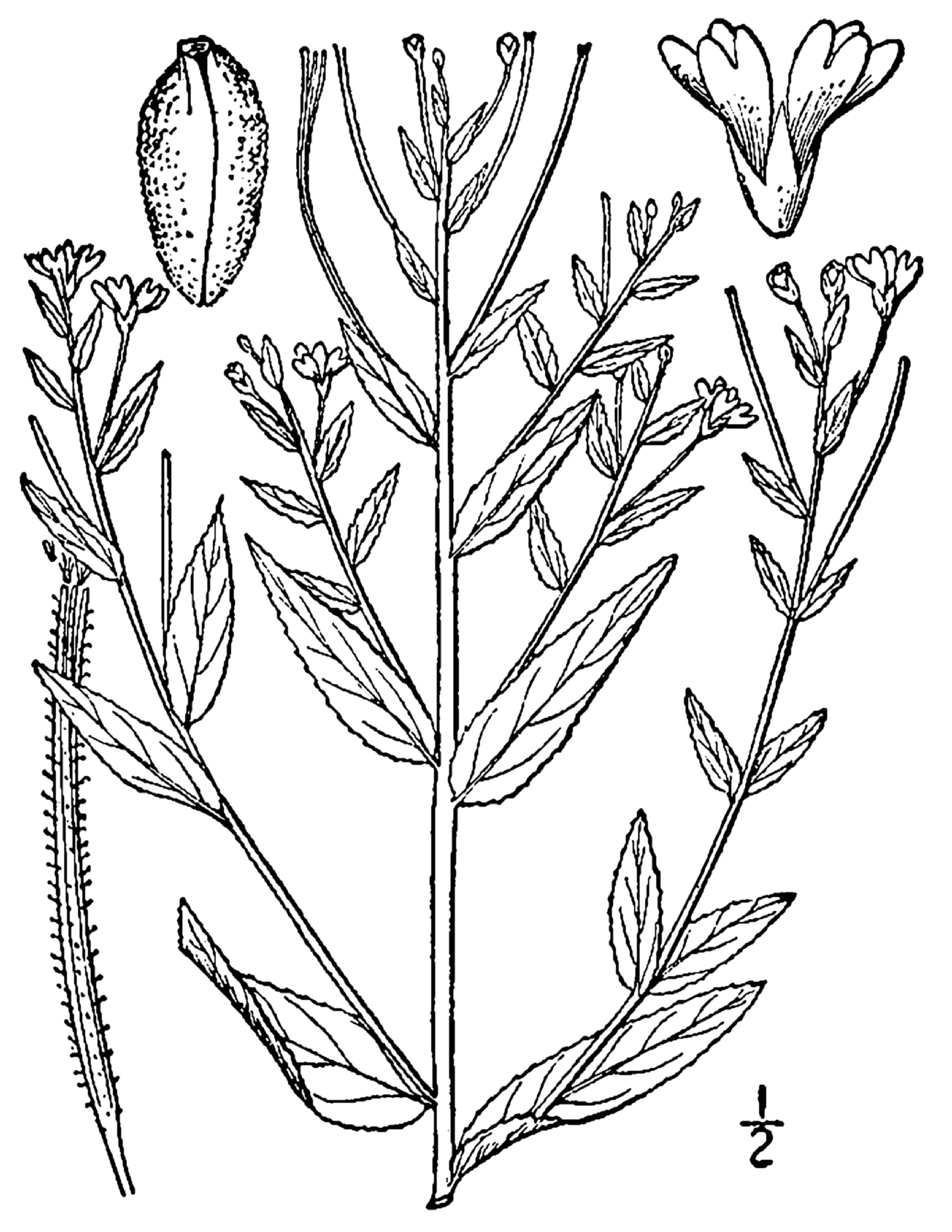